# 조르즈 제주스
조르즈 페르난두 피녜이루 드 제주스(포르투갈어: Jorge Fernando Pinheiro de Jesus, 1954년 7월 24일, 아마도라 ~)는 포르투갈의 전 축구선수, 현 축구 감독이다.

## 선수 경력
조르즈 제주스는 1940년대 스포르팅 CP의 선수였던 제주스 비르굴리누의 아들이다. 그는 1부리그 명문팀 유소년팀에서 활약한 뒤 SC 올랴넨스로 임대 이적하여 포르투갈 리그 데뷔전을 치루었다.
1975-76 시즌, 그는 스포르팅의 1군 경기에 12번 출장 (선발 1회) 하였고, 팀은 5위로 시즌을 마감하였다. 그는 이후에 방출되었고, 그는 8년동안 포르투갈의 1부리그 7팀에서 활약하였다. 그가 거쳤던 클럽은 CF 벨레넨스스, 히우펠레, 주벤투지 에보라, UD 레이리아, 비토리아 FC, SC 파렌세 등이 있었고, 그는 그동안 총 166경기에 출장하여 13골을 득점하였다.
제주스는 1989년, 주로 고향 CF 에스트렐라 다 아마도라와 3부리그 클럽들을 진전한 후 35세의 나이로 은퇴하였다.

## 감독 경력

### 초기 경력
그는 아모라 FC의 감독을 맡으며 감독생활을 시작하였다. 제주스는 1993년 FC 펠구에이라스로 이적하였고, 팀의 1부리그 승격을 이끌었고, 다시 2부리그로 강등된 1998년 6월까지 지휘봉을 잡았다.
이후 그는 친정팀 CF 에스트렐라 다 아마도라의 감독을 맡아 팀의 2년 연속 1부리그 8위로 이끌었다. 짧은 시간 안에 그는 비토리아 FC와 아마도라의 감독직을 진전하였고, 두 팀에서 모두 1부리그 승격을 이끌었다. 2003-04 시즌, 그는 가장 먼저 강등된 FC 알베르카와 2승점차를 내며 비토리아 SC의 강등을 면하게 하였다.
이어지는 4년간, 제주스는 1부리그 팀들의 감독을 맡았다. 제주스는 강등 위기에 놓인 모레이렌세 FC와, 중위권의 UD 레이리아, CF 벨레넨스스의 지휘봉을 잡았고, 벨레넨스스를 5위로 시즌을 마감시켜 UEFA 컵 진출권을 획득하였다. 2007년 포르투갈 컵 결승에 진출하였지만, 스포르팅 CP에게 패하여 준우승에 머물렀다.
2008년 5월 20일, CF 벨레넨스스를 떠난지 하루만에 SC 브라가의 새 감독으로 내정되었다. 그는 브라가를 리그 5위로, UEFA 컵 16강으로 이끌었다. UEFA 컵의 가장 인상적인 경기는 포츠머스 FC를 상대로한 홈경기에서의 3-0 승리와, 산 시로 원정에서의 AC 밀란전 0-1 석패였다.

### SL 벤피카
2009년 6월 19일, 제주스는 키케 산체스 플로레스가 사임한 뒤 공석이었던 SL 벤피카의 새 감독으로 내정되었다. 그는 이적 첫해에 벤피카의 5년만의 우승을 이끌어냈다. (승점 78점, 리그에서 단 2패만을 기록) 그리고, UEFA 유로파리그 8강에 진출하였지만 리버풀 FC에 합계 3-5의 스코어로 패해 탈락하였다. (이는 27경기 무패행진을 마감시켰다.)
2009년 10월 5일, 제주스는 FC 파수스 드 페헤이라와의 홈경기에서의 3-1 승리로 포르투갈 리그 100승을 기록하였다. 그로부터 다음 달, 그는 첫 리스본 더비를 경험하였고, 이 원정경기에서 득점없이 무승부를 거두었다. 성공적인 시즌의 종료 후, 벤피카는 리그컵도 우승을 거두었다. 제주스 감독은 2013년까지 연장계약을 체결하였다.
VfB 슈투트가르트와의 UEFA 유로파리그 2010-11 32강전에서 2-0 승리 (합계 4-1 승리)를 기록을 하였는데, 이로써 벤피카는 독일에서 첫 승을 거두었고, 제주스는 1972-73 시즌 지미 헤이건의 16연승 기록을 경신하였다.
2012-13 시즌의 트리플러너업에도 불구하고 벤피카는 그와 계약을 2년 연장하였다.

## 수상

### 감독

#### SC 브라가
- UEFA 인터토토컵 : 2008

#### SL 벤피카
- 프리메이라리가 : 2009–10, 2013–14, 2014–15
- 타사 데 포르투갈 : 2013–14
- 타사 다 리가 : 2009–10, 2010–11, 2011–12, 2013–14, 2014–15
- 수페르타사 칸디두 데 올리베이라 : 2014
- UEFA 유로파리그 준우승 : 2012-13

#### 스포르팅 CP
- 수페르타사 칸디두 데 올리베이라 : 2015
- 타사 다 리가 : 2017-18

#### CR 플라멩구
- 캄페오나투 브라질레이루 세리 A : 2019
- 코파 리베르타도레스 : 2019
- 수페르코파 두 브라실 : 2020
- 레코파 수다메리카나 : 2020
- 캄페오나투 카리오카 : 2020

#### 페네르바흐체 SK
- 터키시 컵 : 2022-23

#### 알 힐랄 SFC
- 사우디 프로 리그 : 2023-24
- 킹 컵 : 2023-24
- 사우디 슈퍼컵 : 2018, 2023, 2024

### 개인
- 프리메이라리가 최우수 감독: 2009–10, 2013–14, 2014–15
- 프리메이라리가 이 달의 감독 4회
- 사우디 프로 리그 이 달의 감독 8회
- 코스메 다미앙 상 - 올해의 감독 : 2014
- 글로부스 지 오우루 : 2015, 2016
- 볼라 지 프라타 최우수 감독 : 2019
- 프레미우 크라크 두 브라질레이랑 최우수 감독 : 2019

#### 서훈
- 헨리 왕자 훈장(Knight Commander) : 2019